# Tobacco Dock
Il Tobacco Dock è un edificio storico classificato di primo grado, situato nei Docklands, nella zona orientale di Londra.
Costruito verso il 1811, era utilizzato come magazzino per il tabacco d'importazione. È costruito interamente in mattoni, volte comprese, e ferro battuto.

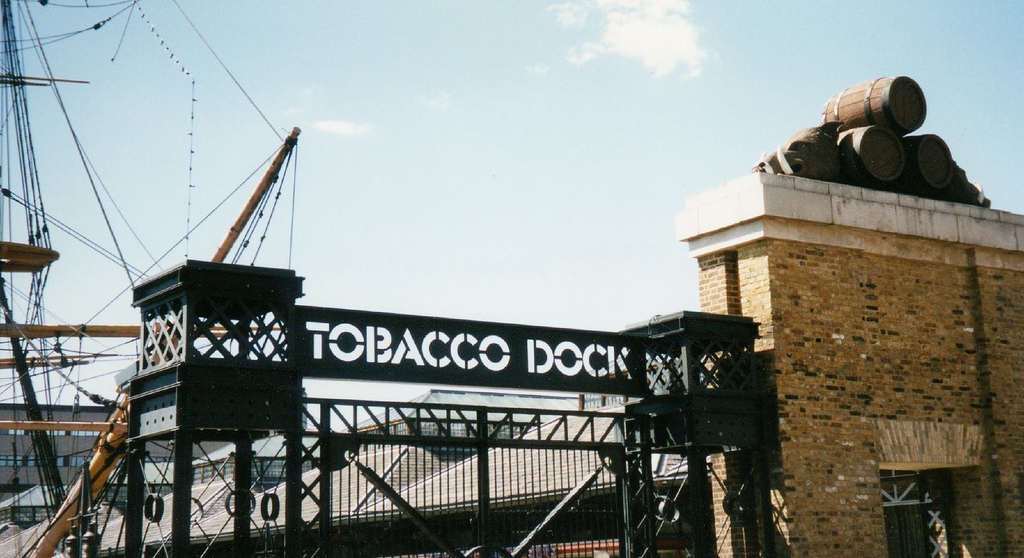
Entrata del Tobacco Dock

All'ingresso nord è presente una scultura bronzea di due metri, raffigurante un bambino davanti a una tigre. Raffigura un evento storico: a fine ottocento una tigre del Bengala fuggì da un noto negozio di animali esotici che aveva sede vicino all'edificio. Charles Jamrach, proprietario del negozio, riuscì a togliere dalle zanne dell'animale un bambino che incautamente gli si era avvicinato.
Nel 1990 la struttura fu convertita in un centro commerciale al costo di 47 milioni di sterline, con l'intento di "creare il Covent Garden dell'East End". L'iniziativa non ebbe il successo sperato. Nel 2003 l'edificio fu inserito tra quelli a rischio. Attualmente appartiene alla compagnia kuwaitiana d'investimento Messila House e viene occasionalmente utilizzato per eventi aziendali di richiamo.